# Антін Юзичинський
о. Анто́ній Юзичи́нський або Антін Юзичинський (29 лютого 1815, с. Колоденці — 25 жовтня 1886, Перемишль) — церковний і політичний діяч, греко-католицький священник, москвофіл.

## Життєпис
Родом з с. Колоденці Жовківського повіту в Галичині.
Закінчив Львівську духовну семінарію, висвячений 1838 р. З 1839 префект Львівської духовної семінарії, з 1841 доцент Львівського університету. Професор Львівського Університету в 1846—1854 роках, в якому на доручення митрополита М. Левицького викладав українською (руською) мовою, не зважаючи на опір керівництва університету. З 1855 у Перемиській семінарії. З 1857 ректор Духовної Семінарії в Перемишлі. Крилошанин (почесний) Перемиської капітули з 1861 року, з 1864 року кустош Перемиської капітули. З 1867 «іспитователь єпархіальний», з 1872 віце-ректор семінарії у Перемишлі, згодом — її ректор. З 1882 року архидиякон і декан Перемиської капітули. Кандидат на митрополичий престол після смерти Спиридона Литвиновича.
Учасник Собору руських учених 1848 року. Москвофіл, член Галицько-Руської матиці, Народного Дому, общества ім. М. Качковского, фундатор і меценат часопису «Пролом».
Посол двох каденцій австрійського Райхсрату:
- I каденція 02.05.1861-20.09.1865 від округу Жовква—Куликів—Великі Мости—Сокаль—Рава—Немирів—Угнів—Белз—Любачів—Чесанів;
- V каденція 04.11.1873-22.05.1879 від округу 12 Перемишль—Нижанковичі—Бірча—Добромиль—Устрики—Мостиська—Судова Вишня.

У парламенті був членом Руського клубу, а в 1873—1879 — його головою.
Посол Галицького сейму 1-го скликання (1861—1866; округ 45 Жовква — Куликів — Великі Мости, обраний від IV курії), 1865—1867 — секретар Галицького сейму.
Помер 25 жовтня 1886 року в Перемишлі.

## Родина
Неодружений. Швагер Юліяна Негребецького.